# Historia de Villarreal
Villarreal es un municipio español de la provincia de Castellón. En sus alrededores son bien frecuentes los testimonios de la cultura eneolítica (Villa Filomena), ibérica y de la dominación romana. La larga ocupación musulmana de la Plana de Burriana dejó una rica herencia de topónimos que todavía permanecen vivos además de pequeños núcleos rurales o alquerías esparcidos por la huerta.

## Edad Media

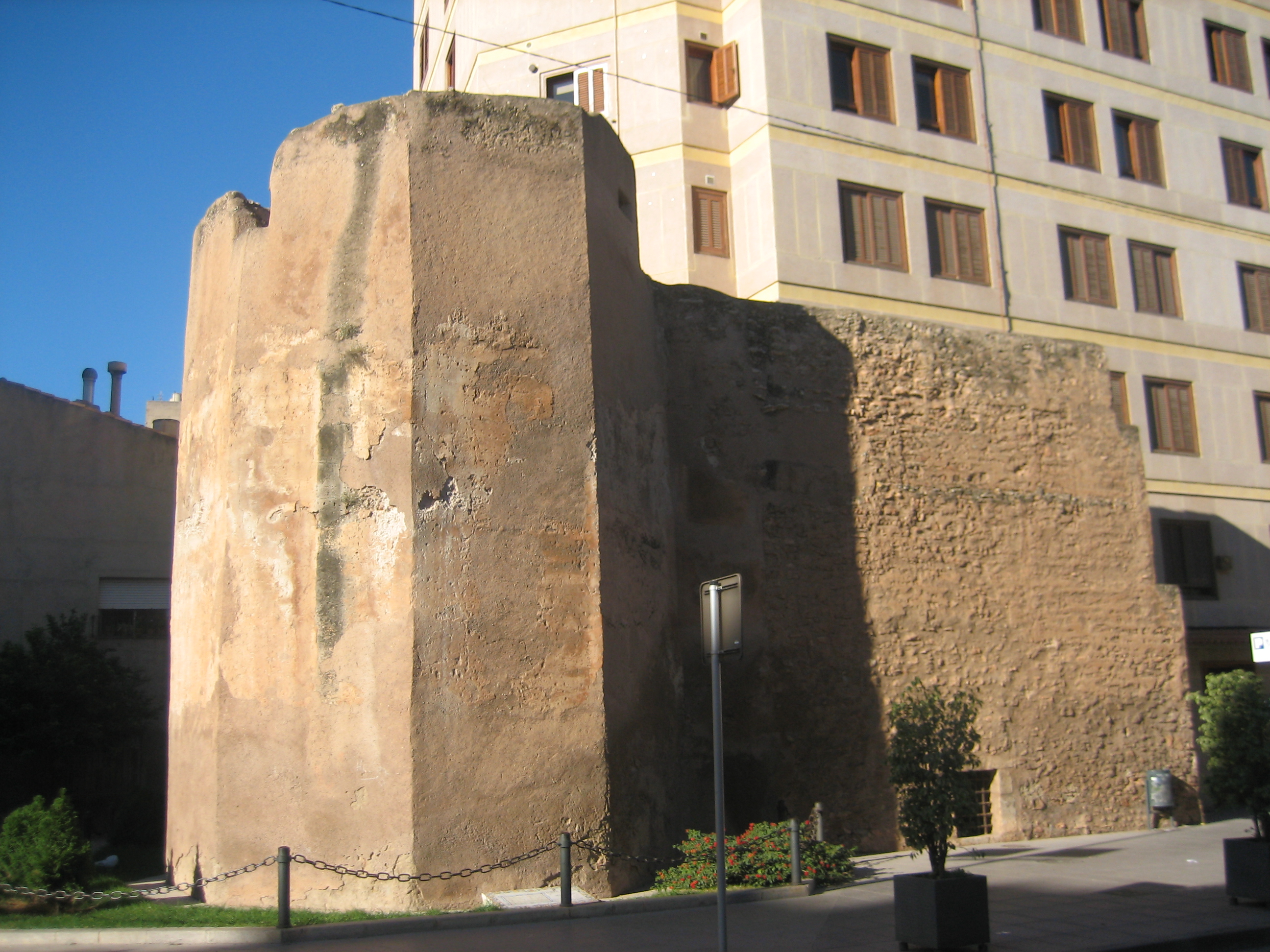
Torre Motxa, uno de los pocos restos visibles que quedan de la muralla medieval que rodeaba la villa.

Fundada el 20 de febrero de 1274 (751 años) por el rey Jaime I de Aragón (de ahí su nombre), para afianzar la reconquista de la zona, y situada estratégicamente sobre la antigua Vía Augusta romana a 65 km de Valencia, y en las cercanías de Burriana, hasta ese momento villa en manos de los musulmanes y en cuyo término municipal fue fundada Villarreal. Fue villa real desde su fundación, con representación en las Cortes y Diputación del Reino y tuvo el privilegio de usar como insignia propia el pendón real cuatribarrado. Formó parte del brazo real en las Cortes Valencianas y participó muy activamente en las mismas.
En su fundación, la ciudad tenía forma de planta hipodámica: un rectángulo amurallado cruzado por dos calles principales (cardo y decumano) que en su intersección central determinan una Plaza Mayor porticada, la Plaza de la villa.
La villa original, rodeada de murallas, se expandió extramuros a partir del siglo XIV debido al aumento de población, en los llamados arrabales de Castellón y de Valencia, llamados posteriormente de San Pascual y del Carmen, por estar el antiguo convento carmelita y el santuario-monasterio donde reposan los restos del santo patrón. 
Los desequilibrios demográficos y económicos que caracterizan el siglo XV se tradujeron, a inicios del XVI, en constantes conflictos con los mudéjares de los señoríos vecinos y en una participación corta, pero muy activa, a favor de las Germanías.

## Edad Moderna

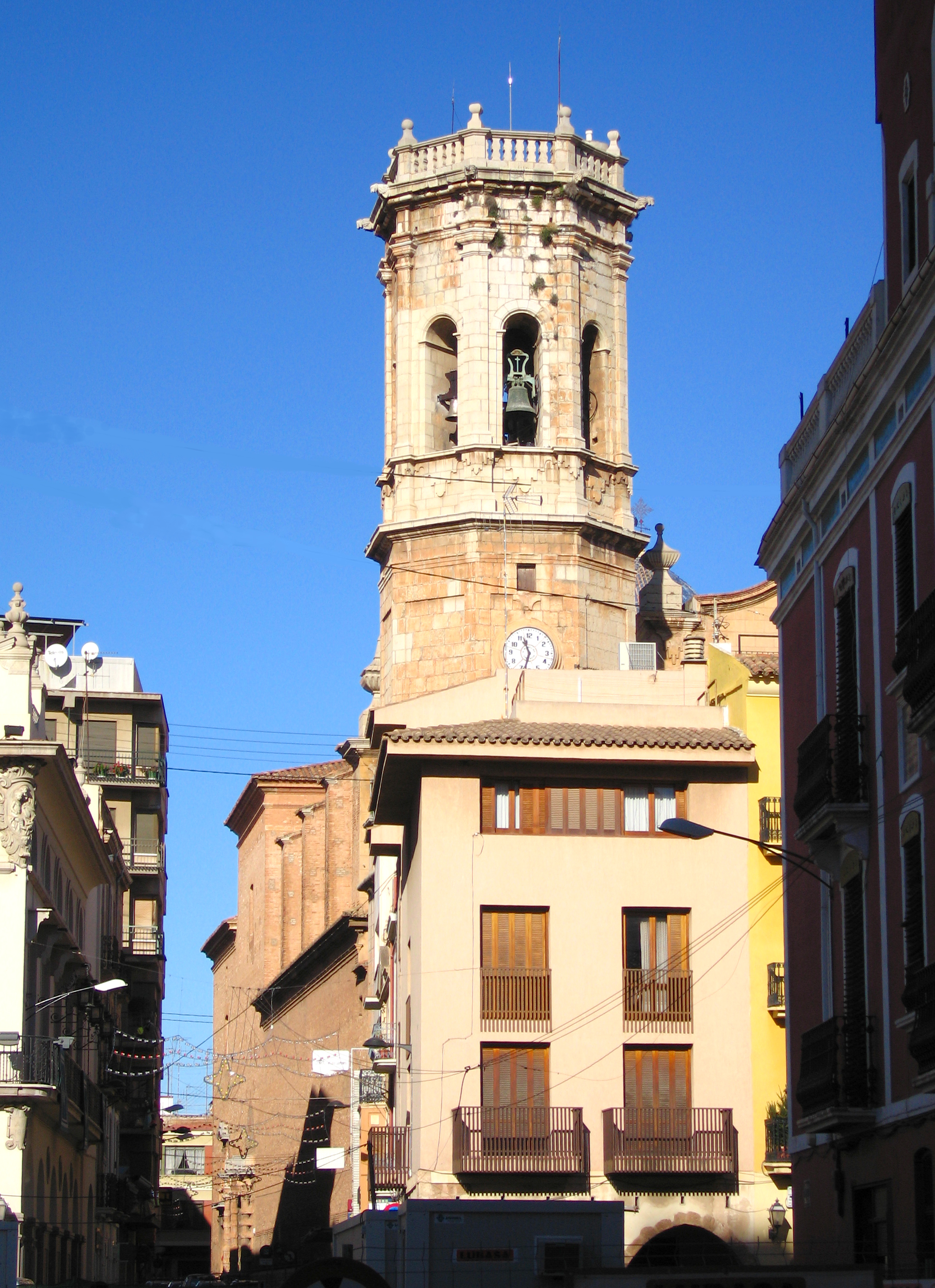
Campanario de la Iglesia Arciprestal de San Jaime

En el siglo XVI muere en el convento del Rosario el fraile alcantarino Pascual Baylón, cuyo sepulcro en la ciudad será un foco de fuerte influencia religiosa al construirse su capilla con la protección de Carlos II de España. Entre 1566 y 1675 se amplió la huerta tradicional regada por la Sequía Major, Sequiola, Sobrirana y Jussana y se roturó la mayor parte del secano (Madrigal, Pinella y Pla Redó). 
En el año 1706, durante la Guerra de Sucesión, ante la resistencia ofrecida por algunos vecinos de la villa, partidarios del archiduque Carlos de Austria, las tropas borbónicas del conde de las Torres de Alcorrin que desde San Mateo intentaban llegar hasta Valencia, ocupada por las tropas de Basset, asaltan sus murallas y se produce un combate con más de quinientos muertos entre ambos bandos, a la vez que el incendio de algunos edificios. 
El ascenso de la dinastía borbónica favoreció la vida económica de la villa, haciendo que a lo largo del siglo su población se cuadruplicara y que en la segunda mitad del XVIII viera nacer las primeras industrias de transformación textil, al tiempo que la población se involucra en los distintos conflictos y revueltas que sacuden a España, sufriendo sucesivos ataques e incendios durante las guerras carlistas. En la segunda mitad del siglo XIX, gracias a personalidades como el político José Polo de Bernabé, se introduce el cultivo comercial de la naranja, que le da un gran impulso económico a la ciudad, tanto de la mano de hombres de negocios como por parte de distintas cooperativas, al tiempo que se excavan pozos de riego y se ponen en activo grandes extensiones de tierras de secano.

## Edad Contemporánea
Ya en el siglo XX, tras la guerra civil española, los beneficios obtenidos en este comercio facilitaron a algunos empresarios la instalación de fábricas de losetas cerámicas, con el fin de diversificar el entramado productivo. Este tipo de industria ha seguido en expansión hasta nuestros días, siendo la principal fuente de ingresos de la economía local.
En 1985 se segregó del municipio la localidad de Alquerías del Niño Perdido.